# کوچینو سلو
کوچینو سلو (به صربی: Kočino Selo) یک روستا در صربستان است که در ناحیه پوموراولیه واقع شده‌است.
 کوچینو سلو  ۹۵۲ نفر جمعیت دارد.